# OK-förlaget
OK-förlagets verksamhet går att spåra tillbaka till början av 1930-talet då Bilägarnas Inköpscentral (IC) startade tidningen Bilekonomi, vilken var tänkt att stärka sammanhållningen inom IC. Tidningen fungerade som kommunikationskanal men också plattform för att nå ut med åsikter. Innehållet i Bilekonomi dominerades i början av tekniska artiklar samt analyser och genomgångar av allt som påverkade ekonomin kring bilägandet. Om innehållet i Bilekonomi till en början mest handlade om hur man sparar pengar förändrades det till viss del under andra världskriget då tidningen gav många tips och råd för hur man helt enkelt skulle hålla sig och sin verksamhet flytande.
Bilekonomi bytte sedermera namn till Vi Bilägare, vilket idag är en publikation med fokus på ekonomi-, säkerhets- och miljöfrågor.
År 2022 ger OK-förlaget AB ut Klassiker, Vi Bilägare, Husbil & Husvagn och Moped. 
I månadsskiftet maj-juni 2025 meddelas att förlaget lägger ned alla titlar förutom Vi Bilägare. 
Förlaget hade 28 anställda 2016.